# 殤帝 (漢)
殤帝（しょうてい）は、後漢の第5代皇帝。

## 生涯
後漢の第4代皇帝和帝は多くの皇子をもうけたが、いずれも夭折していた。宦官・外戚による謀殺の疑惑を抱いた和帝は、皇子を民間で養育することとした。
元興元年12月（106年2月）、和帝が崩御した際、長男の劉勝は病気を理由に即位が見送られ、劉隆が宮廷に迎えられて皇帝に即位した。劉勝は殤帝即位と共に平原王に立てられた。
即位した殤帝は生後100日余りであり、朝政は外戚の鄧氏（和帝の皇后だった鄧綏と、その兄の車騎将軍の鄧騭）により掌握された。延平元年（106年）8月辛亥、崩御。夭折を意味する「殤」を諡号に贈られた。
中国の歴代皇帝のうち、最年少の皇帝である。